# Моральна відповідальність вченого
Моральна відповідальність вченого — передбачає дотримання кожним науковцем певних принципів поведінки у науковому співтоваристві.
Ці принципи визначаються сукупністю морально-етичних цінностей, притаманних цьому виду творчої праці. Їх зміст склався історично й уточнюється та вдосконалюється самою науковою спільнотою відповідно до виникнення нових етичних проблем у науці, пов'язаних з суспільним розвитком.
Наукова етика — це сукупність встановлених та визнаних науковою спільнотою норм поведінки, правил, моралі наукових працівників, зайнятих у сфері науково-технологічної та науково-педагогічної діяльності.
В етиці науки існує поняття особистої відповідальності вченого. Він відповідає за «повноцінність» отриманого ним наукового продукту — від нього чекають бездоганної вимогливості до достовірності матеріалу, коректності у використанні робіт своїх колег, логіки аналізу, обґрунтованості висновків. Це і є елементарна відповідальність вченого, його персональна етика. Правила і положення щодо персональної етики наукових працівників, залучених до наукової та науково-педагогічної діяльності, містяться в таких основних поняттях.
Авторське право: авторами визнаються тільки ті наукові працівники, які внесли значний інтелектуальний внесок у певну наукову роботу.
Порушеннями у наукових дослідженнях вважаються: фальсифікація; перероблення і плагіат; невизнання авторства або значного інтелектуального внеску у наукову роботу; використання нової інформації, ідей або даних із конфіденційних рукописів або приватних бесід; використання архівних матеріалів з порушенням правил використання архівних документів; невиконання державного законодавства, статутів та колективних договорів академій, вищих навчальних закладів та науково-дослідницьких організацій, положень про безпеку наукової праці.
Не вважаються порушеними в науковій діяльності чинники, що притаманні дослідницьким процесам, і нефальсифіковані (несвідомі) дослідницькі помилки, конфлікт даних, різ-не тлумачення та інтерпретація отриманих результатів, експериментальні розробки.
Отже, персональна етика — це відповідальність вченого за об'єктивність результату.
Разом з тим етичні проблеми, які пов'язані з моральним вибором вченого, передбачають відповідальність морального характеру — перед собою, науковим співтовариством, суспільством за той вплив на навколишній світ, який спричинений його дослідженнями та їх результатами. 20 листопада 1974 р. на 18-й Генеральній конференції Організації Об'єднаних Націй з питань освіти, науки і культури (ЮНЕСКО) в Парижі була прийнята «Рекомендація про статус наукових працівників», яка була ратифікована урядами більшості країн світу та внесла значний внесок у справу формування моральнісних засад наукової діяльності.
Основні права та відповідальність наукових працівників з точки зору громадянських та етичних аспектів наукових досліджень, що сформульовані в цьому основоположному документі, такі:
- працювати в дусі інтелектуальної свободи пошуку, розвивати та захищати наукову істину в тому вигляді, як вони її розуміють;
- сприяти визначенню цілей і задач програм, якими вони займаються, та визначенню методів, які потрібно прийняти і які повинні бути гуманними та відповідати вимогам соціа-льної та екологічної відповідальності;
- вільно виражати свій погляд стосовно гуманності, соціальної та екологічної цінності проектів і як крайня міра відмовлятися від роботи за цими проектами, якщо це продиктовано їм їх сумлінням;
- вносити позитивний та конструктивний внесок у науку, культуру та освіту своєї власної країни, а також для досягнення національних цілей, покращання добробуту своїх співгромадян, підтримки міжнародних ідеалів та цілей ООН;
- аналізувати необхідні соціальні умови в кожному випадку та інформувати громадськість про можливі соціальні наслідки, брати участь як у підготовці, так і в реалізації прийнятих рішень, контролі та аналізі результатів;
- виявляти, аналізувати і повністю усвідомлювати ризик, пов'язаний з проведенням наукових досліджень;
- спілкуватися і обмінюватися інформацією, отриманою як у ході власних досліджень, так і з зовнішніх джерел;
- сприяти співробітництву і здоровій конкуренції між науковими працівниками, поширенню знань у гуманних цілях; — використовувати сучасні засоби комунікації з метою забезпечення доступу до наукової інформації і стимулювання дискусій як в науковому співтоваристві, так і в суспільстві в цілому, сприяти конструктивному діалогу з людьми, відповідальність яких лежить в інших сферах (ЗМІ, політика, економіка тощо), що полегшить суспільству визнання моральних цін-ностей науково-технічних досягнень;
- створювати, застосовувати і поширювати знання — це прямий обов'язок наукових працівників перед прийдешніми поколіннями як індивідуально, так і в сукупності завдяки контактам та співробітництву.